# 齊巽
齊巽（？—1646年），字又五，福州府閩縣人，南明軍事人物。

## 生平
齊巽自歲貢出身，隆武二年（1646年）九月時他向曹學佺乞求糧餉，以恢復明朝疆土，曹學佺說：「與其留下給兒孫，不如先給國家，成敗並非我所知，你們努力。」出資萬金協助；到九月十六，他迎接曹學佺到帥府。清兵攻入延平，公卿都爭相獻上圖籍，期望加秩。他很是憤慨，與中書舍人蔡方山、江不空等人暗地結集民眾，寫下「倡義」二個大字在帥府門，招攬三千人起義，斬殺護軍校色音。黃璂將此事密報博洛，清軍急下水口，齊巽兵馬各自解散；博雒軍隊在沙洲駐紮，人民擕帶羊酒爭先恐郊迎，他和江不空等人很快後以不辮髮罪名被擒，縛在樹叢遭射死。他的妻子林氏是林之蕃的妹妹，也自刎而死。閩縣人民都惋惜他的志向而為曹學佺悲痛。

## 引用
1. 1 2  錢海岳《南明史·卷四十三·列傳第十九》：（隆武二年九月）有齊巽等思為恢復計，來乞餉。（曹）學佺曰：「與其存為兒孫用，不如先為國用，成敗利鈍，非余所知，諸君勉旃。」因立出萬金與之。十六日，巽等迎至帥府。……巽，字又五，閩縣人。歲貢。當清兵至延平，公卿爭上圖籍，倖加秩。巽憤，與中書舍人蔡方山、江不空等陰結眾，大書「倡義」二字於門，招三千人起義，斬護軍校色音。
2. ↑  錢海岳《南明史·卷四十三·列傳第十九》：黃璂密報博雒，急下水口，兵遂各解散。博雒軍沙洲，父老羊酒郊迎恐後。巽、不空後以不辮髮被執，縛樹叢射死。巽妻，林之蕃妹，自刎死。閩人皆惜巽等之志而痛學佺。方山、不空，皆侯官人。